# جمره گوملی
جمره گوملی (انگلیسی: Cemre Gümeli؛ زادهٔ ۲۴ سپتامبر ۱۹۹۳) بازیگر، مدل و رقاص اهل ترکیه است.